# Michał Żebrowski
Michał Jan Żebrowski est un acteur polonais né à Varsovie le 17 juin 1972. Il est lauréat de la médaille de bronze du Mérite culturel polonais Gloria Artis en 2015.

## Filmographie
- 1999 : Par le fer et par le feu (Ogniem i mieczem) de Jerzy Hoffman
- 2000 : Pan Tadeusz - Quand Napoléon traversait le Niémen d'Andrzej Wajda : Tadeusz Soplica (pl)
- 2001 : Le Sorceleur (Wiedźmin, The Hexer), série télévisée de 13 épisodes adaptée de la saga éponyme de Andrzej Sapkowski
- 2002 : Le Sorceleur réutilisation de la série télévisée en 2 x 50 minutes.
- 2002 : Le Pianiste de Roman Polanski : Jurek
- 2007 : 1612 de Vladimir Khotinenko : hetman Kibowski
- 2012 : Nad życie : Jacek Olszewski
- 2013 : La Bataille de Westerplatte de Paweł Chochlew : Henryk Sucharski

## Doublage polonais
- Benedict Cumberbatch dans :
  - Doctor Strange (2016) : Dr Stephen Strange / Docteur Strange
  - Thor: Ragnarok (2017) : Dr Stephen Strange / Docteur Strange
  - Avengers: Infinity War (2018) : Dr Stephen Strange / Docteur Strange
  - Avengers: Endgame (2019) : Dr Stephen Strange / Doctor Strange
- depuis 2019 : The Witcher : Geralt de Riv (Henry Cavill)
- 2020 : Cyberpunk 2077 : Johnny Silverhand (Keanu Reeves) (voix)